# 益田哲夫
益田 哲夫（ますだ てつお、1913年9月13日 - 1964年7月10日）は日本の労働組合運動活動家。第二次大戦後、自動車産業の労働組合として結成された全日本自動車産業労働組合（略称全自：1948〜1954）およびその支部である日産自動車分会（略称日産分会）で指導者として活躍し、マステツの愛称で知られる。益田の指導で行われた職場闘争や、1952年に起草した全自の「賃金原則」は現在でも高い評価を受けている。著書に『明日の人たち』（五月書房, 1954年）がある。

## 経歴
鹿児島県徳之島出身。鹿児島県立第一鹿児島中学校（現鹿児島県立鶴丸高等学校）から第七高等学校造士館を経て、東京帝国大学法学部卒。在学中に高等文官試験（高文）に合格したとの伝説もある。卒業後、日産自動車に入社。創業者の鮎川義介の寵愛を受ける。戦時中に召集され九州で敗戦を迎える。復員後、日産に復帰し課長職を務めている。
組合の役職としては、日産重工業従業員組合の吉原支部長を振り出しに、1947年日産重工業労働組合と改称した同組合の組合長となる。1950年には全自の委員長に就任。華々しい活躍をし、カリスマ的な指導者として知られるようになる。
1953年1月に健康を理由に全自委員長の職を辞すも、3月には日産分会の組合長に復帰。その年の日産争議を指導することになる。争議中の同年8月7日には暴力行為等処罰令に関する法律違反容疑で逮捕され、同月20日に会社を解雇されている。なお、この時弁護にあたったのが飛鳥田一雄弁護士（当時、左派社会党衆議院議員。後に横浜市長、社会党委員長）。
1953年8月末には第二組合の分裂を経て、9月に日産争議は日産分会側の敗北で終った。
益田は、日産解雇後も分会の組合長を続け、9月には不当解雇だとして神奈川地労委に救済申立てを行うも、1956年2月に棄却命令が下されている。
1953年の日産争議の敗北の余波をうけて、翌年12月には全自が解散に追いこまれる。全自解散後も日産分会は日産自動車労働組合（略称日産分会）として存続するも、1956年9月には解散。益田は解散まで組合長の職にあった。
分会解散後は、労働組合向け自動車販売会社を立ち上げるもうまくいかず、その後中小企業に就職し、総務部長となる。1964年、脳溢血で死去。享年50。